# Anthrax (rodzaj)

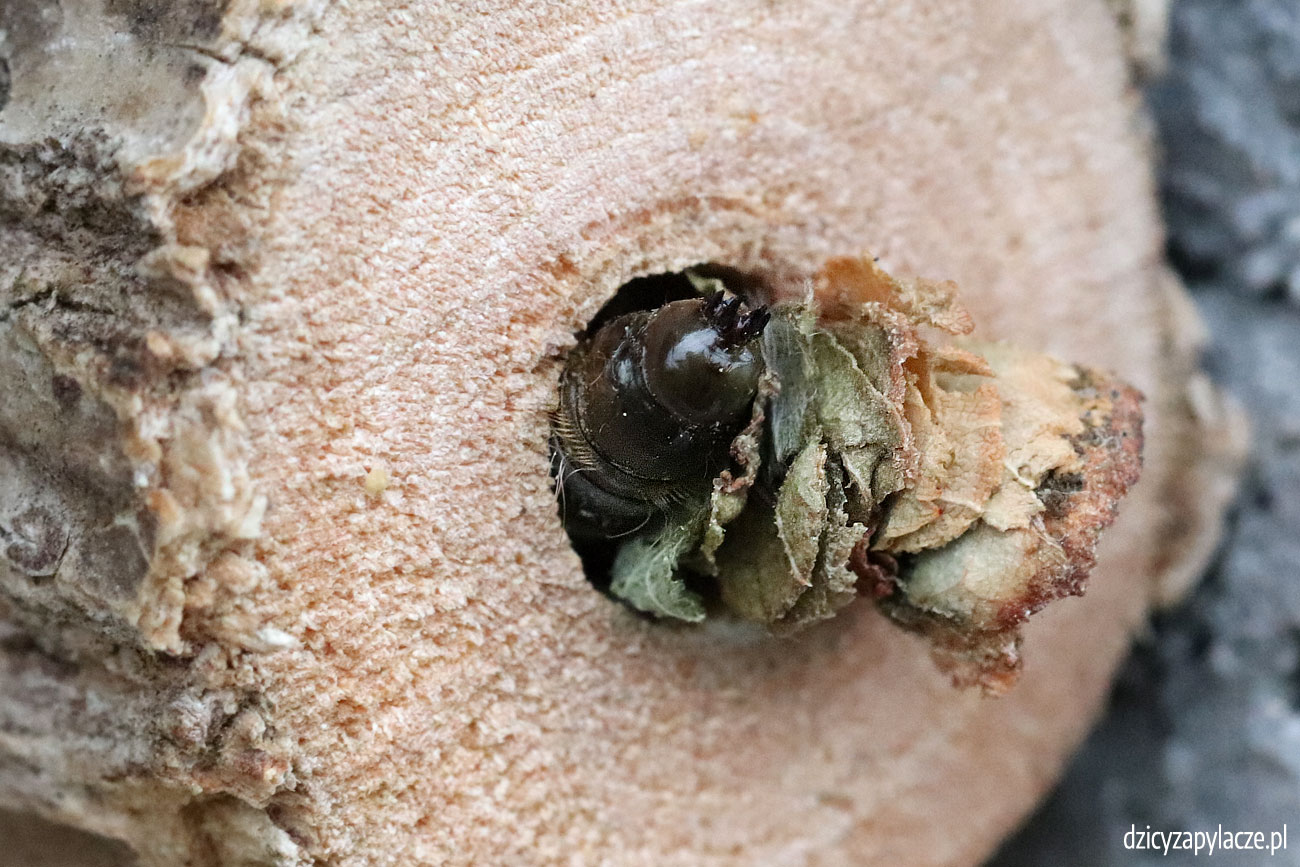
Wypoczwarczenie czarta smolistego (Anthrax anthrax)

Anthrax – rodzaj muchówek z rodziny bujankowatych. Kosmopolityczny. Larwy są pasożytami pszczół, os i trzyszczowatych.

## Morfologia
Muchówki te osiągają od 4 do 20 mm długości ciała. Ubarwienie mają czarne, najczęściej matowe, rzadziej lekko błyszczące.
Głowa jest kulista, o wypukłym czole i krótkiej, zaokrąglonej, oprószonej twarzy. Potylica jest silnie rozrośnięta ku tyłowi i zaopatrzona w wieniec włosków w okolicy szyjnej. Nerkowate wskutek wcięć w tylnej części oczy złożone są rozstawione na odległość równą trzykrotności szerokości tępego wzgórka przyoczkowego. Ryjek jest stosunkowo krótki. Podługowato-owalne labellum jest równe połowie jego długości. Smukły i krótki głaszczek szczękowy ma szczecinki na szczycie. Otwór gębowy jest mały. Czułki są szeroko rozstawione; pierwszy ich człon jest dwukrotnie dłuższy od drugiego, a trzeci, choć zmienny w kształcie, u większości gatunków jest odwrotnie bulwiasty, wskutek przewężenia swej nasady. Charakterystyczna dla czułków jest podzielona arista z pędzelkiem lub otokiem z włosków na odcinku końcowym.
Tułów jest najszerszy w tylnej połowie, ku przodowi lekko zwężony. Włoski na środku tarczy śródplecza są krótkie, delikatne i zwykle rozproszone, stają się zaś liczniejsze i dłuższe po bokach, między guzami barkowymi a zaskrzydłowymi. Podobnie przedstawia się owłosienie tarczki. Mezopleury i pteropleury mają sztywne włoski. Hypopleury i całe metapleury są bezwłose. Łuseczka tułowiowa ma frędzel włosków, zaś pozbawiona jest łusek. Skrzydła są duże i wydłużone, ale zmienne co do szerokości. Najczęściej mają wyraźnie odgraniczone czarne plamy, zwłaszcza w części nasadowej i przedniej. Skrzydła mają dobrze rozwinięty kolec kostalny, silnie rozwiniętą plumulę i słabo wykształcony grzebień na bazykoście. Odnóża są dobrze rozwinięte, o udach i goleniach porośniętych łuskami i szczecinkami, a stopach zwieńczonych ostrymi pazurkami i owalnymi przylgami.
Odwłok jest krótki, przysadzisty, szerszy od tułowia, u samicy szerszy niż u samca, u obu płci z siedmioma widocznymi tergitami. Genitalia samca mają stożkowate hypopygium i zwykle symetrycznie zakrzywione ku dołowi dystistylusy.

## Ekologia i występowanie
Są pasożytami głównie pszczół samotnych (stąd pospolita angielska nazwa to "muchy pszczele"), a w Ameryce Północnej także często os samotnych, choć zdarza się, że pasożytują także np. na trzyszczowatych. W Polsce wyróżnia się dwa gatunki: czart srebrnoplamek (Anthrax varius) i czart smolisty (Anthrax anthrax). Choć przedstawiciele czartów występują w większości miejsc na świecie, to jednak najbardziej pospolite są na obszarach palearktycznych i paleotropikalnych.

## Taksonomia
Rodzaj ten wprowadzony został w 1763 roku przez Giovanniego Antonia Scopoliego na łamach Entomologia Carniolica. Gatunkiem typowym jest Musca anthrax, jednak wyznaczony został pod wynikającą z błędnej identyfikacji nazwą Musca morio. Do rodzaju tego należy ponad 260 opisanych gatunków:
- Anthrax abbreviata (Wiedemann, 1830)
- Anthrax actuosus Paramonov, 1935
- Anthrax aethiops (Fabricius, 1781)
- Anthrax alagoezicus Paramonov, 1935
- Anthrax albofasciatus Macquart, 1840
- Anthrax albosparsus (Bigot, 1892)
- Anthrax aldabrae (Greathead, 1976)
- Anthrax algrius (Villeneuve, 1910)
- Anthrax alruqibi El-Hawagry, 2013
- Anthrax amnoni Zaitzev, 1997
- Anthrax analis Say, 1823
- Anthrax angulatus Brethes, 1909
- Anthrax angustipennis Macquart, 1840
- Anthrax anthrax (Schrank, 1781) – czart smolisty
- Anthrax apiaster Francois, 1968
- Anthrax appendiculatus Macquart, 1855
- Anthrax aquilus Marston, 1970
- Anthrax arcus (Meijere, 1913)
- Anthrax arenophilus Paramonov, 1935
- Anthrax argentatus (Cole, 1919)
- Anthrax argentiapicalis (Brunetti, 1912)
- Anthrax argentius Yeates & Lambkin, 1998
- Anthrax argyropygus Wiedemann, 1828
- Anthrax aridicola Hesse, 1956
- Anthrax armeniacus Paramonov, 1935
- Anthrax artemesia Marston, 1963
- Anthrax asciculus Yeates & Lambkin, 1998
- Anthrax aterrimus (Bigot, 1892)
- Anthrax atriplex Marston, 1970
- Anthrax aureosquamosus Marston, 1963
- Anthrax austrinus Marston, 1970
- Anthrax aygulus Fabricius, 1805
- Anthrax badius Hesse, 1956
- Anthrax baliopteros Marston, 1970
- Anthrax bellulus Philippi, 1865
- Anthrax bifarius Hesse, 1956
- Anthrax bigoti Brunetti, 1920
- Anthrax bimaculus Walker, 1849
- Anthrax binotatus Wiedemann in Meigen, 1820
- Anthrax boninensis (Matsumura, 1916)
- Anthrax bowdeni Báez, 1983
- Anthrax brevis Becker & Stein, 1913
- Anthrax bucharensis Paramonov, 1935
- Anthrax busonicus Francois, 1960
- Anthrax caatingensis Marston, 1970
- Anthrax camptocladius Bezzi, 1912
- Anthrax candidapex (Austen, 1937)
- Anthrax candidulus Hesse, 1956
- Anthrax capicola Bowden, 1980
- Anthrax carbo Rondani, 1875
- Anthrax cascadensis Marston, 1963
- Anthrax cascus Wiedemann, 1818
- Anthrax cathetodaithmos Marston, 1970
- Anthrax cephus Fabricius, 1805
- Anthrax ceylonicus Zaitzev, 1988
- Anthrax chalciurus Hesse, 1956
- Anthrax chaparralus Marston, 1963
- Anthrax chion (Bezzi, 1926)
- Anthrax chionostigma Tsacas, 1962
- Anthrax chivaensis Paramonov, 1935
- Anthrax cintalapa Cole, 1957
- Anthrax clinatus Yeates & Lambkin, 1998
- Anthrax clinopictus Marston, 1970
- Anthrax columbiensis Marston, 1963
- Anthrax comptus Paramonov, 1935
- Anthrax confluensis Roberts, 1928
- Anthrax consobrinus Hesse, 1956
- Anthrax cordillerensis Marston, 1970
- Anthrax costaricensis Marston, 1970
- Anthrax crenatus Yeates & Lambkin, 1998
- Anthrax cunctator Hesse, 1956
- Anthrax cuthbertsoni Hesse, 1956
- Anthrax cybele (Coquillett, 1894)
- Anthrax daphne (Osten Sacken, 1886)
- Anthrax decisus Bezzi, 1924
- Anthrax delicatulus Walker, 1849
- Anthrax dentatus Becker, 1907
- †Anthrax dentoni Lewis, 1969
- Anthrax desertorum Paramonov, 1935
- Anthrax diffusus Wiedemann, 1824
- Anthrax distigma Wiedemann, 1828
- Anthrax dolabratus Yeates & Lambkin, 1998
- Anthrax doleschalli Evenhuis & Greathead, 1999
- Anthrax dolgovskayae Zaitzev, 1997
- Anthrax doliops Hesse, 1956
- Anthrax dolobratus Yeates & Lambkin, 1998
- Anthrax dolomatus Bowden, 1964
- Anthrax duodecimpunctatus Philippi, 1865
- Anthrax elutus (Bezzi, 1921)
- Anthrax emarginatus Macquart, 1840
- Anthrax emissus Walker, 1864
- Anthrax emittens Walker, 1860
- Anthrax eremicus Evenhuis & Greathead, 1999
- Anthrax eremobius Hesse, 1956
- Anthrax erythrogaster Paramonov, 1935
- Anthrax euplanes (Loew, 1869)
- Anthrax eurypterus Hesse, 1956
- Anthrax fallax (Meijere, 1907)
- Anthrax flavipes (Roder, 1896)
- Anthrax flavus (Sack, 1909)
- Anthrax floridanus Macquart, 1850
- Anthrax fontenellei Lamas, 2006
- Anthrax francoisi Evenhuis & Greathead, 1999
- Anthrax funebris Macquart, 1840
- Anthrax fur (Osten Sacken, 1877)
- Anthrax furvus Hesse, 1956
- Anthrax galali El-Hawagry, 2002
- Anthrax georgicus Macquart, 1834
- Anthrax gestroi (Brunetti, 1912)
- Anthrax gideon Fabricius, 1805
- Anthrax giselae François, 1966
- Anthrax glabratus Zaitzev, 1976
- Anthrax gobiensis Zaitzev, 1974
- Anthrax gradata Macquart, 1847
- Anthrax greatheadi El-Hawagry, 1998
- Anthrax grisescens Paramonov, 1935
- Anthrax hemimelas Speiser, 1910
- Anthrax hessii Wiedemann, 1818
- Anthrax hyalacrus Wiedemann, 1828
- Anthrax hyalinos Yang, Yao & Cui, 2012
- Anthrax hylaios Marston, 1970
- Anthrax inaquosus Martson, 1970
- Anthrax incisus Macquart, 1847
- Anthrax incitus Paramonov, 1935
- Anthrax incomptus Walker, 1849
- Anthrax indicatus Nurse, 1922
- Anthrax innubilipennis Marston, 1966
- Anthrax inordinatus Rondani, 1863
- Anthrax institutus Walker, 1852
- Anthrax insulanus Marston, 1970
- Anthrax intermedius Hesse, 1936
- Anthrax irroratus Say, 1823
- Anthrax jazykovi Zakhvatkin, 1934
- Anthrax johanni Zaitzev, 1997
- Anthrax kaokoensis Hesse, 1956
- Anthrax kiritshenkoi Paramonov, 1935
- Anthrax koebelei Marston, 1970
- Anthrax koshunensis Matsumura, 1916
- Anthrax laetus Paramonov, 1935
- Anthrax laevipennis Paramonov, 1935
- Anthrax larrea Marston, 1963
- Anthrax latibasis Marston, 1970
- Anthrax laticellus Marston, 1970
- Anthrax latifascius Walker, 1857
- Anthrax latifimbrius (Walker, 1852)
- Anthrax lepidiotus Roberts, 1928
- Anthrax leucurus Hesse, 1956
- Anthrax limatulus Say, 1829
- Anthrax lucidus Becker, 1902
- Anthrax luctuosus Macquart, 1840
- Anthrax macquarti Andretta & Carrera, 1952
- Anthrax macrocerus Paramonov, 1935
- Anthrax maculatus Macquart, 1846
- Anthrax maculatus Macquart, 1846
- Anthrax majusculus Bezzi, 1924
- Anthrax marstoni Evenhuis & Greathead, 1999
- Anthrax massinissus Wiedemann, 1828
- Anthrax mateui Francois, 1968
- Anthrax matilei Evenhuis, 1991
- Anthrax melanista (Bezzi, 1925)
- Anthrax melanius Wulp, 1885
- Anthrax melanopogon (Bigot, 1892)
- Anthrax mendozanus Brethes, 1909
- Anthrax midas Fabricius, 1805
- Anthrax minimaculatus Oldroyd, 1937
- Anthrax monachus Sack, 1909
- Anthrax mongolicus Paramonov, 1935
- Anthrax moursyi El-Hawagry, 1998
- Anthrax munroi Hesse, 1956
- Anthrax muticus Bezzi, 1921
- Anthrax namaensis Hesse, 1956
- Anthrax nanellus Paramonov, 1935
- Anthrax neonanus Evenhuis & Greathead, 1999
- Anthrax nidicola Cole, 1952
- Anthrax niger (Austen, 1937)
- Anthrax nigerimus Bezzi, 1923
- Anthrax nigrita (Wiedemann, 1828)
- Anthrax nigriventris Marston, 1970
- Anthrax nitidus Marston, 1970
- Anthrax niveicaudus (Brunetti, 1920)
- Anthrax nubeculosus Hesse, 1956
- Anthrax obscurifrons (Brunetti, 1909)
- Anthrax occidentalis (Johnson, 1913)
- Anthrax oedipus Fabricius, 1805
- Anthrax opacus Yeates & Lambkin, 1998
- Anthrax painteri Marston, 1970
- Anthrax palaestinicus Zaitzev, 1997
- Anthrax pargrisescens Paramonov, 1935
- Anthrax pauper (Loew, 1869)
- Anthrax pelopeius François, 1966
- Anthrax peruvianus Marston, 1970
- Anthrax pervius Yang, Yao & Cui, 2012
- Anthrax phaeopteralis Hesse, 1956
- Anthrax pharaonis Paramonov, 1935
- Anthrax picea Marston, 1963
- Anthrax pilosulus Strobl, 1902
- Anthrax pithecius Fabricius, 1805
- Anthrax plesius Curran, 1927
- Anthrax pluricellus Williston, 1901
- Anthrax plurinotus (Bigot, 1892)
- Anthrax pluto Wiedemann, 1828
- Anthrax pori Zaitzev, 1997
- Anthrax praedicans Walker, 1859
- Anthrax proconcisus (Hardy, 1942)
- Anthrax pudica (Lynch Arribalzaga, 1878)
- Anthrax punctulatus Macquart, 1835
- Anthrax puncturellus Hesse, 1950
- Anthrax pusillus Wiedemann, 1821
- Anthrax putealis Matsumura, 1905
- Anthrax repertus Walker, 1852
- Anthrax repetekianus Paramonov, 1935
- Anthrax rhodesiensis Hesse, 1956
- Anthrax ricardoi Greathead, 2003
- Anthrax sacki Paramonov, 1935
- Anthrax sahariensis Francois, 1968
- Anthrax semiscitus Walker, 1856
- Anthrax seriepunctatus (Osten Sacken, 1886)
- Anthrax shelkovnikovi Paramonov, 1935
- Anthrax siccus Yeates & Lambkin, 1999
- Anthrax simillimus Hesse, 1956
- Anthrax snowi Marston, 1970
- Anthrax solitus (Walker, 1857)
- Anthrax spathistylus Hesse, 1956
- Anthrax spectrum (Schrank, 1785)
- Anthrax squalidus Philippi, 1865
- Anthrax squamipes Bowden, 1980
- Anthrax stellans (Loew, 1869)
- Anthrax stepensis Paramonov, 1935
- Anthrax sticticalis Hesse, 1956
- Anthrax sticticus Klug, 1832
- Anthrax striatipennis Marston, 1970
- Anthrax subaequalis (Lynch Arribalzaga, 1878)
- Anthrax submacrocerus Paramonov, 1935
- Anthrax submaculus Walker, 1849
- Anthrax succedens Walker, 1852
- Anthrax tetraspilus Hesse, 1956
- Anthrax theodori Zaitzev, 1997
- Anthrax torulus Yeates & Lambkin, 1998
- Anthrax transcaspicus Paramonov, 1935
- Anthrax triatomus Hesse, 1956
- Anthrax trifasciatus Meigen, 1804
- Anthrax trigutellus Hesse, 1956
- Anthrax trimaculatus Macquart, 1848
- Anthrax trisinuatus Hesse, 1956
- Anthrax trixus Bowden, 1964
- Anthrax turanicus Paramonov, 1935
- Anthrax tureus Greathead, 1980
- Anthrax turkmenorum Paramonov, 1935
- Anthrax umbrosus Greathead, 1970
- Anthrax uralensis Paramonov, 1935
- Anthrax vallicola Marston, 1963
- Anthrax varicolor (Bigot, 1892)
- Anthrax varius Fabricius, 1794 – czart srebrnoplamek
- Anthrax vierecki (Cresson, 1919)
- Anthrax virgo Egger, 1859
- Anthrax vitreolus Francois, 1972
- Anthrax wulpi Bowden, 1975
- Anthrax xanthellus Zaitzev, 1976
- Anthrax xanthomeros Marston, 1970
- Anthrax xerozous Hesse, 1956
- Anthrax zohrayensis El-Hawagry, 2002
- Anthrax zonabriphagus (Portchinsky, 1895)